# Ludwig Lenz (Politiker)
Johann Ludwig Lenz (* 12. Dezember 1764 in Klein-Linden; † 16. Januar 1833 ebenda) war ein hessischer Ökonom und Politiker und Abgeordneter der 2. Kammer der Landstände des Großherzogtums Hessen.
Ludwig Lenz war der Sohn des Johann Andreas Lenz und dessen Ehefrau Maria Margarethe, geborene Weigel. Lenz, der evangelischen Glaubens war, war Ökonom und Schultheiß in Klein-Linden und heiratete dort am 26. Mai 1789 Maria Katharina geborene Weigel.
Von 1820 bis 1824 gehörte er der Zweiten Kammer der Landstände an. Er wurde für den Wahlbezirk Oberhessen 3/Heuchelheim gewählt.